# Делем, Жорди
Жорди Жозе Делем (фр. Jordy José Delem; 18 марта 1993 Ле-Франсуа, Мартиника) — мартиникский футболист, опорный полузащитник. Выступал за сборную Мартиники.

## Клубная карьера
Делем начал футбольную карьеру в команде «Клуб Франсискен», с которой по два раза одерживал победы в чемпионате и кубке Мартиники.
В январе 2015 года Делем был подписан клубом «Арль-Авиньон» для своей резервной команды, выступавшей в Любительском чемпионате Франции 2. Летом 2015 года он перешёл в основную команду «львов», из-за финансовых проблем отправленную в Любительский чемпионат Франции.
Делем вернулся в «Клуб Франсискен» после банкротства «Арль-Авиньона» по ходу сезона 2015/16.
В январе 2016 года Делем участвовал в MLS Caribbean Combine, мероприятии направленного для предварительного отбора потенциальных участников для Супердрафта MLS из Карибского бассейна. Далее он должен был поехать в Форт-Лодердейл на финальный этап отбора называемый MLS Combine, однако из-за проблем с паспортом поездка сорвалась.
В марте—апреле 2016 года Делем проходил 10-дневный просмотр в клубе MLS «Сиэтл Саундерс». 29 апреля «Сиэтл Саундерс» объявили о подписании игрока в фарм-клуб «Сиэтл Саундерс 2», выступающий в лиге USL. За вторую команду «Саундерс» он дебютировал два дня спустя 31 апреля в матче против «Оклахома-Сити Энерджи». Перед началом сезона 2017 Делем был подписан основной командой «Сиэтл Саундерс». Его дебют в MLS состоялся 31 марта 2017 года в матче против «Атланты Юнайтед». 22 апреля 2018 года в матче против «Миннесоты Юнайтед» он забил свой первый гол в MLS. 12 мая 2021 года в матче против «Сан-Хосе Эртквейкс» Делем получил разрыв передней крестообразной связки правого колена, вследствие чего был помещён в список травмированных до конца сезона. По окончании сезона 2021 «Сиэтл Саундерс» не стали продлевать контракт с Делемом.
19 мая 2022 года Делем подписал контракт с клубом Чемпионшипа ЮСЛ «Сан-Антонио» на сезон 2022. Дебютировал за «Сан-Антонио» 28 мая в матче против «Рио-Гранде Валли Торос», заменив в конце второго тайма Мохаммеда Абу.

## Международная карьера
За сборную Мартиники Делем дебютировал 2 мая 2012 года в товарищеской игре со сборной Гайаны, в которой также забил свой первый международный гол.
Участвовал в Золотом кубке КОНКАКАФ 2013, сыграв на турнире в одной игре сборной Мартиники, матче против сборной Мексики.
Был включён в состав сборной Мартиники на Золотой кубок КОНКАКАФ 2017.
Был включён в состав сборной Мартиники на Золотой кубок КОНКАКАФ 2019. В третьем матче в групповом раунде против сборной Мексики забил гол на 84-й минуте, однако его команда уступила 2:3.

### Голы за сборную
| № | Дата            | Место                                                     | Соперник                      | Голы | Счёт | Турнир                                 |
| - | --------------- | --------------------------------------------------------- | ----------------------------- | ---- | ---- | -------------------------------------- |
| 1 | 2 мая 2012      | Омниспорт, Ле-Ламантен, Мартиника                         | Гайана                        | 2:1  | 2:2  | Товарищеский матч                      |
| 2 | 5 сентября 2012 | Омниспорт, Ле-Ламантен, Мартиника                         | Британские Виргинские острова | 1:0  | 16:0 | Отборочный матч Карибского кубка 2012  |
| 3 | 5 сентября 2012 | Омниспорт, Ле-Ламантен, Мартиника                         | Британские Виргинские острова | 10:0 | 16:0 | Отборочный матч Карибского кубка 2012  |
| 4 | 6 февраля 2016  | Муниципальный стадион, Вьёз-Абитан, Гваделупа             | Гваделупа                     | 1:1  | 1:1  | Товарищеский матч                      |
| 5 | 7 июня 2016     | Уинсор Парк, Розо, Доминика                               | Доминика                      | 2:0  | 4:0  | Отборочный матч Карибского кубка 2017  |
| 6 | 23 июня 2019    | Банк оф Америка Стэдиум, Шарлотт, США                     | Мексика                       | 2:3  | 2:3  | Золотой кубок КОНКАКАФ 2019            |
| 7 | 9 сентября 2019 | Хейсли Кроуфорд Стэдиум, Порт-оф-Спейн, Тринидад и Тобаго | Тринидад и Тобаго             | 2:2  | 2:2  | Лига наций КОНКАКАФ 2019/2020 (Лига A) |

## Достижения
Командные
 «Клуб Франсискен»
- Чемпион Мартиники: 2012/13, 2013/14
- Обладатель кубка Мартиники: 2011/12, 2014/15

 «Сиэтл Саундерс»
- Чемпион MLS (обладатель Кубка MLS): 2019

 «Сан-Антонио»
- Чемпион Чемпионшипа ЮСЛ: 2022
- Победитель регулярного чемпионата Чемпионшипа ЮСЛ: 2022